# 1939 a sportban
1939 főbb sporteseményei a következők voltak:
- Az Újpest nyeri az NB1-et. Ez a klub ötödik bajnoki címe.
- Asztalitenisz-világbajnokság Kairóban. Barna Viktor huszonkettedik világbajnoki címét nyeri.
- Sportlövő-világbajnokság Luzernben. A magyar csapat két arany- és egy bronzérmet nyer.
- Birkózó-Európa-bajnokság Oslóban. A magyar csapatból Bóbis Gyula és Tóth Ferenc egy-egy bronzérmet szerez.
- Jégkorong-Európa-bajnokság Svájcban.
- Műkorcsolya-Európa-bajnokság Zakopaneban.
- Ökölvívó-Európa-bajnokság Dublinban. A magyar csapatból Bondi Miksa ezüst-, Szigeti Lajos bronzérmet nyer.
- Vitorlázó-Európa-bajnokság Gdyniában. A magyar csapatból Heinrich Tibor ezüstérmet nyer.
- Főiskolai világbajnokság Monacóban. A versenyek a második világháború eseményei miatt félbeszakadnak.
- 8. sakkolimpia Buenos Airesben. A verseny után a második világháború kitörése miatt az élsakkozók többsége nem tért vissza Európába.
- Március 3-tól 14-ig zajlott Dél-Afrika és Anglia között Durbanban a történelem leghosszabb krikettmérkőzése.

## Születések
- ? – Nagykárolyi András, Európa-bajnoki ezüstérmes magyar sportlövő, edző
- január 2. – Edgardo Andrada, argentin válogatott labdarúgó, kapus († 2019)
- január 4. – Joseph Bonnel, francia válogatott labdarúgó, középpályás, edző
- január 6. – Valerij Vasziljovics Lobanovszkij, szovjet-ukrán labdarúgó, edző († 2002)
- január 17. – Léon Ritzen, belga válogatott labdarúgó, csatár († 2018)
- január 18. – Jamanaka Cujosi, négyszeres olimpiai ezüstérmes japán úszó († 2017)
- január 21. – Friedel Lutz, világbajnoki ezüstérmes nyugatnémet válogatott német labdarúgó, hátvéd
- január 22. – Luigi Simoni, olasz labdarúgó, középpályás, UEFA-kupa-győztes edtő († 2020)
- január 24. – Carlos Aponte, kolumbiai válogatott labdarúgó († 2008)
- január 26. – Antonio Mota, mexikói válogatott labdarúgó, kapus († 1986)
- január 28. – Viktor Mihajlovics Susztyikov, szovjet színekben Európa-bajnoki ezüstérmes orosz válogatott labdarúgó
- február 6. – Alekszej Alekszandrovics Kornyejev, szovjet színekben Európa-bajnoki ezüstérmes orosz válogatott labdarúgó († 2004)
- február 8. – Egon Zimmermann, olimpiai és világbajnok osztrák alpesisíző († 2019)
- február 21. – Luigi Mannelli, olimpiai bajnok olasz vízilabdázó († 2017)
- február 24.
  - Eladio Benítez, Copa América-győztes uruguayi válogatott labdarúgó, középpályás († 2018)
  - Tim Gerresheim, világbajnoki ezüstérmes, olimpiai bronzérmes német tőrvívó
- február 27.
  - Peter Revson, amerikai autóversenyző († 1974)
  - Velimir Sombolac, olimpiai bajnok jugoszláv válogatott szerb labdarúgó, edző († 2016)
- március 7. – Florin Halagian, román labdarúgó, edző († 2019)
- március 10. – Brad Babcock, amerikai egyetemi baseballedző († 2020)
- március 13. – Isii Josinobu, japán válogatott labdarúgó, szövetségi kapitány († 2018)
- március 22. – Koczka Pál, válogatott kosárlabdázó, olimpikon († 2016)
- április 1. – Józef Grudzień, olimpiai és Európa-bajnok lengyel ökölvívó († 2017)
- április 10. – Joar Hoff, norvég labdarúgó, edző († 2019)
- április 22. – Jurij Dmitrijevics Sarov, szovjet színekben olimpiai és világbajnok orosz tőrvívó
- április 27. – Koldo Aguirre, spanyol válogatott baszk labdarúgó, középpályás, edző († 2019)
- május 8. – Göröcs János, olimpiai bronzérmes, magyar bajnok és magyar kupa-győztes magyar válogatott labdarúgó († 2020)
- május 9.
  - Ion Țiriac, román teniszező
  - Ralph Boston, amerikai atléta
- május 10. – Witold Woyda, olimpiai bajnok lengyel tőrvívó († 2008)
- május 19. – Jānis Lūsis, szovjet színekben olimpiai és Európa-bajnok lett atléta, gerelyhajító († 2020)
- május 26. – Brunello Spinelli, olimpiai bajnok olasz vízilabdázó († 2018)
- május 29. – Givi Csikvanaia, olimpiai ezüstérmes szovjet válogatott grúz vízilabdázó († 2018)
- június 6. – Doug Hart, Super Bowl győztes amerikai amerikaifutball-játékos († 2020)
- június 11. – Jackie Stewart, skót autóversenyző
- június 22. – Popovics Sándor, magyar labdarúgó, edző († 2019)
- június 25. – Guillermo Ortiz, mexikói válogatott labdarúgó, csatár († 2009)
- július 3. – Chuck Sieminski, amerikai amerikaifutball-játékos († 2020)
- július 6. – Man Sood, indiai krikettjátékos († 2020)
- július 9. – Abdelmadzsíd Setálí, tunéziai válogatott labdarúgó, edző
- július 13. – John Danielsen, olimpiai ezüstérmes dán válogatott labdarúgó
- július 14. – Zsitva Viktor, magyar jégkorongozó, játékvezető
- július 17.
  - Rubén González, uruguayi válogatott labdarúgó
  - Ramaz Pavlovics Urusadze, szovjet színekben Európa-bajnoki ezüstérmes grúz válogatott labdarúgókapus († 2012)
- július 18. – Eduard Nyikolajevics Mudrik, szovjet színekben Európa-bajnoki ezüstérmes orosz válogatott labdarúgó
- július 20. – Karel Nepomucký, olimpiai ezüstérmes csehszlovák válogatott cseh labdarúgó, középpályás
- július 23. – Ewie Cronje, dél-afrikai kirkettjátékos († 2020)
- július 28. – Barry Ashbee, Stanley-kupa- és Calder-kupa-győztes kanadai jégkorongozó, edző († 1977)
- augusztus 6. – Ronald Langón, uruguayi válogatott labdarúgó
- augusztus 7. – Willie Penman, skót labdarúgó, csatár († 2017)
- augusztus 9.
  - Jonas Eduardo Américo, világbajnok brazil válogatott labdarúgó
  - Hércules Brito Ruas, világbajnok brazil válogatott labdarúgó
- augusztus 14. – Carlos Alberto Silva, brazil labdarúgóedző († 2017)
- augusztus 26.
  - Robert Waseige, belga labdarúgó, edző († 2019)
  - Bill White, kanadai jégkorongozó, edző († 2017)
- augusztus 29. – Kontsek Jolán, olimpiai bronzérmes atléta, diszkoszvető, súlylökő, gerelyhajító, edző
- szeptember 5. – Evgeni Jancsovszki, bolgár válogatott labdarúgó, edző
- szeptember 9. – Mario Trebbi, olasz válogatott labdarúgó, hátvéd, edző († 2018)
- szeptember 10. – Mike Dancis, litván születésű, ausztrál válogatott kosárlabdázó, olimpikon († 2020)
- szeptember 14. – Pierluigi Pizzaballa, olasz válogatott labdarúgó, kapus
- szeptember 21. – Vladimír Weiss, olimpiai ezüstérmes csehszlovák válogatott szlovák labdarúgó, hátvéd, edző († 2018)
- szeptember 26. – Adelardo Rodríguez, spanyol válogatott labdarúgó
- október 2. – Paul Doyle, amerikai baseballjátékos († 2020)
- október 6. – Parviz Dzsalajer, olimpiai ezüstérmes és Ázsia Játékok bajnok iráni súlyemelő († 2019)
- október 9. – Ángel Cabrera, uruguayi válogatott labdarúgó († 2010)
- október 11. – Maria Bueno, hivatásos brazil teniszezőnő († 2018)
- október 16. – Ger Blok, holland labdarúgóedző († 2016)
- október 19. – Danas Pozniakas, olimpiai és Európa-bajnok szovjet-litván ökölvívó († 2005)
- október 21. – Varga János, olimpiai bajnok birkózó
- október 27. – Marino Perani, olasz válogatott labdarúgó, középpályás
- október 28. – Wilfried Kohlars, német labdarúgó, középpályás († 2019)
- október 29. – Kamo Sú, japán labdarúgó, edző
- november 13. – Gildo Cunha do Nascimento, brazil labdarúgó († 2019)
- november 18. – Oscar Calics, argentin válogatott labdarúgó
- november 20. – Jan Szczepański, olimpiai és Európa-bajnok lengyel ökölvívó († 2017)
- november 27.
  - Kozma István, olimpiai bajnok magyar birkózó († 1970)
  - Dudley Storey, olimpiai bajnok új-zélandi evezős († 2017)
- december 8.
  - Fahrudin Jusufi, olimpiai bajnok és Európa-bajnoki ezüstérmes szerb labdarúgó, kapus, edző († 2019)
  - Jurij Ivanovics Sikunov, szovjet színekben Európa-bajnoki ezüstérmes orosz válogatott labdarúgó, edző
- december 13. – Cedric Xulu, dél-afrikai labdarúgó († 2020)
- december 14. – Ivan Vucov, bolgár válogatott labdarúgó, edző
- december 22. – Valentyin Ivanovics Afonyin, szovjet válogatott orosz labdarúgó
- december 26. – Giacomo Fornoni, olimpiai bajnok olasz kerékpárversenyző († 2016)
- december 30. – Kajdi János, ökölvívó († 1992)

## Halálozások
| Halálozás     | Név                     | Nemzetiség, sportág, eredmények                                                                                  | Születés |
| ------------- | ----------------------- | --- | -------- |
| január 11.    | Eugen Ingebretsen       | olimpiai bajnok norvég tornász                                                                                   | 1884     |
| január 12.    | Hugo Jahnke             | olimpiai bajnok svéd tornász                                                                                     | 1886     |
| január 13.    | Jacob Ruppert           | amerikai üzletember, politikus, katona, baseballcsapat tulajdonos, National Baseball Hall of Fame and Museum tag | 1867     |
| január 25.    | Abner Dalrymple         | amerikai baseballjátékos                                                                                         | 1857     |
| március 18.   | Ralph Miller            | World Series bajnok amerikai baseballjátékos                                                                     | 1896     |
| március 28.   | Fred Goldsmith          | amerikai baseballjátékos                                                                                         | 1856     |
| április 30.   | Oskar Bye               | olimpiai bajnok norvég tornász                                                                                   | 1870     |
| június 5.     | Charlie Bell            | skót labdarúgócsatár, edző                                                                                       | 1894     |
| július 7.     | Deacon White            | amerikai baseballjátékos, National Baseball Hall of Fame and Museum tag                                          | 1847     |
| július 9.     | Louis Disbrow           | amerikai autóversenyző                                                                                           | 1876     |
| július 26.    | Malcolm Champion        | olimpiai bajnok ausztrál úszó                                                                                    | 1882     |
| augusztus 11. | Siegfried Flesch        | olimpiai bronzérmes osztrák kardvívó                                                                             | 1872     |
| augusztus 23. | Eugène-Henri Gravelotte | olimpiai bajnok francia vívó                                                                                     | 1876     |
| november 28.  | James Naismith          | amerikai tanár, a kosárlabda játék megalapítója                                                                  | 1861     |
| december 26.  | Clyde Engle             | World Series bajnok amerikai baseballjátékos                                                                     | 1884     |